# Iron Fist (serie televisiva)
Marvel's Iron Fist, nota semplicemente come Iron Fist, è una serie televisiva statunitense ideata da Scott Buck e basata sull'omonimo personaggio dei fumetti Marvel Comics. La serie è ambientata all'interno del Marvel Cinematic Universe (MCU), ed è il quarto di una serie di show che conducono al crossover della miniserie The Defenders. La serie è prodotta dalla Marvel Television in associazione con ABC Studios. Buck è lo showrunner della prima stagione, sostituito da Raven Metzner nella seconda stagione.
Finn Jones interpreta il protagonista Danny Rand, un esperto di arti marziali con l'abilità di evocare il potere del Pugno d'acciaio. Fanno parte del cast anche Jessica Henwick, Jessica Stroup, Tom Pelphrey, Ramón Rodríguez, Sacha Dhawan, Rosario Dawson e David Wenham; nella seconda stagione si uniscono Simone Missick e Alice Eve. Lo sviluppo della serie è cominciato a fine 2013. Buck è stato scelto come showrunner nel dicembre 2015, e nel febbraio 2016 Jones è stato scelto come interprete di Rand. Metzner è stato scelto come nuovo showrunner della serie a luglio 2017. Le riprese della serie si sono tenute a New York.
La prima stagione è stata pubblicata su Netflix il 17 marzo 2017. La serie è stata accolta negativamente dalla critica televisiva, che ha criticato la scelta di Jones nel ruolo del protagonista, la mancanza di una visione solida alla base della serie e la produzione poco ispirata e fin troppo simile alla serie tv Arrow. Nonostante la ricezione critica, l'analisi dei dati di terze parti ha determinato che la serie ha avuto un grande seguito da parte del pubblico. Nel luglio 2017 la serie è stata rinnovata per una seconda stagione, che è stata pubblicata su Netflix il 7 settembre 2018.
Il 13 ottobre 2018, Netflix annuncia la cancellazione della serie, che non verrà dunque rinnovata per una terza stagione.

## Trama

### Prima stagione
Dopo essere sparito e presunto morto per quindici anni, Danny Rand fa ritorno a New York City, determinato a riprendere il controllo dell'azienda di famiglia da Harold Meachum e i suoi figli Ward Meachum e Joy Meachum e pronto a combattere il crimine grazie alla sua maestria nel kung-fu e all'abilità di evocare l'incredibile potere dell'Iron Fist.

### Seconda stagione
Dopo gli eventi di The Defenders, Rand si alza per proteggere New York in assenza di Matt Murdock, fino a quando un nuovo nemico non minaccia l'identità di Rand e coloro a cui tiene.

## Episodi
| Stagione         | Episodi | Pubblicazione |
| ---------------- | ------- | ------------- |
| Prima stagione   | 13      | 2017          |
| Seconda stagione | 10      | 2018          |

## Personaggi
- Danny Rand / Iron Fist (stagioni 1-2), interpretato da Finn Jones, doppiato da Davide Perino.
- Colleen Wing (stagioni 1-2) interpretata da Jessica Henwick, doppiata da Erica Necci.
- Ward Meachum (stagioni 1-2) interpretato da Tom Pelphrey, doppiato da Andrea Mete.
- Joy Meachum (stagioni 1-2) interpretata da Jessica Stroup, doppiata da Francesca Manicone.
- Bakuto (stagione 1) interpretato da Ramón Rodríguez doppiato da Luca Ferrante.
- Davos (stagioni 1- 2) interpretato da Sacha Dhawan, doppiato da Fabrizio Dolce.
- Claire Temple (stagione 1) interpretata da Rosario Dawson, doppiata da Francesca Fiorentini.
- Harold Meachum (stagione 1) interpretato da David Wenham, doppiato da Francesco Bulckaen.
- Misty Knight (stagione 2) interpretata da Simone Missick, doppiata da Gaia Bolognesi.
- Mary Walker / Typhoid Mary (stagione 2) interpretata da Alice Eve, doppiata da Valentina Mari.

## Produzione

### Sviluppo
Nell'ottobre 2013 Deadline rivelò che la Marvel era al lavoro su quattro serie televisive e una miniserie (per un totale di 60 episodi) da realizzare con un servizio di video on demand o un fornitore di prodotti via cavo, con Netflix, Amazon e WGN America interessati al progetto. Alcune settimane dopo, la Marvel e la Disney annunciarono di aver concluso un accordo con Netflix per trasmettere delle serie televisive su Daredevil, Jessica Jones, Iron Fist e Luke Cage e una miniserie sui Difensori.
Nel gennaio 2015 il COO di Netflix Ted Sarandos affermò che sono possibili più stagioni della serie e che Netflix avrebbe guardato "l'accoglienza da parte dei fan della Marvel ma anche del pubblico più generalista" per stabilire se dare alla serie più stagioni.
Intorno al novembre 2015 circolarono delle notizie secondo le quali la Marvel stava avendo difficoltà a bilanciare l'elemento mistico di Iron Fist, e che la serie sarebbe stata trasformata in film o sostituita da una serie sul Punitore; parlando di tali speculazioni, il presidente di Marvel Television e produttore esecutivo della serie Jeph Loeb ha detto: "Ci sono state molte speculazioni riguardo ad Iron Fist, poiché nessuno ne ha ancora sentito parlare, ma non c'è stato alcun cambiamento". Loeb ha aggiunto che Marvel e Netflix hanno deliberatamente evitato di diffondere notizie su Iron Fist prima dell'uscita di Jessica Jones in modo da concentrare l'attenzione del pubblico sul secondo personaggio, poco conosciuto al grande pubblico. Nel dicembre 2015 Scott Buck viene scelto come showrunner e produttore esecutivo della serie, intitolata ufficialmente Marvel's Iron Fist.
Nel luglio 2017 Netflix annunciò di aver rinnovato la serie per una seconda stagione, e venne riportato che Buck sarebbe stato sostituito da Raven Metzner come showrunner e produttore esecutivo della serie. In occasione del San Diego Comic-Con International del luglio 2018 la rivelazione di un teaser trailer annuncia la data di pubblicazione della seconda stagione per il 7 settembre 2018.

### Casting

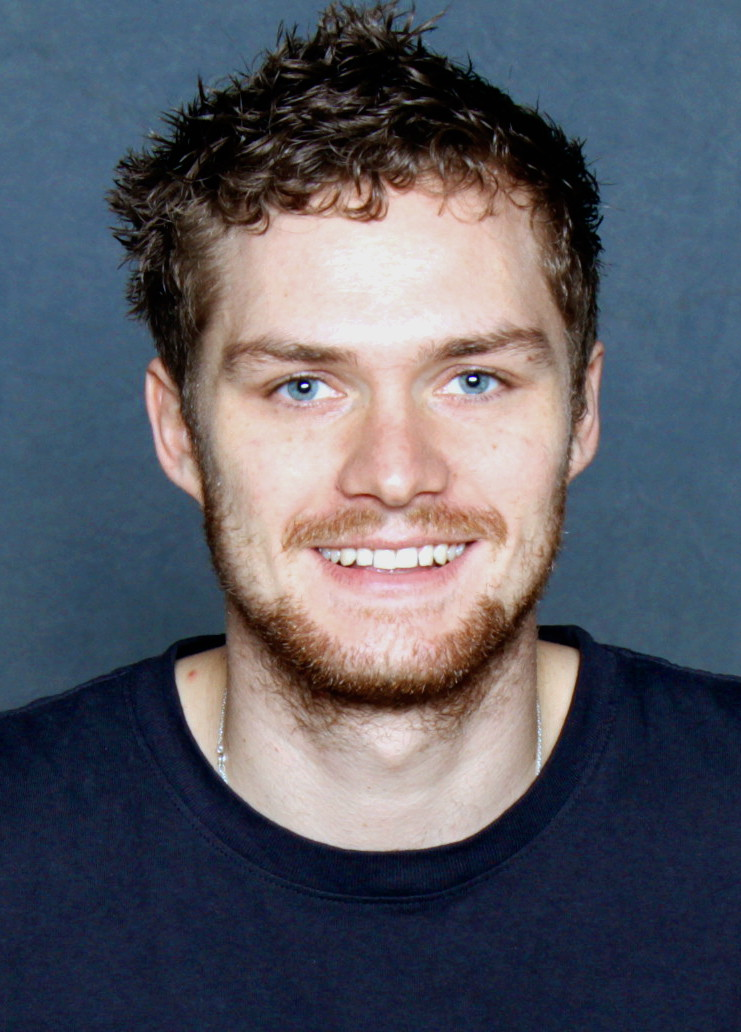
Finn Jones interpreta Iron Fist

Il casting per la serie è cominciato nel gennaio 2016. A febbraio 2016 Finn Jones è stato scelto come interprete di Danny Rand / Iron Fist, ma è stato confermato dalla Marvel solo nel marzo seguente. Nello stesso periodo la Marvel ha cominciato la ricerca di un attore di discendenza asiatica per interpretare Shang-Chi. Ad aprile 2016 si è aggiunta al cast Jessica Henwick nel ruolo di Colleen Wing. Nell'aprile 2016 David Wenham viene scelto come interprete di Harold Meachum. Nello stesso mese si uniscono al cast Jessica Stroup e Tom Pelphrey nei panni di Joy e Ward Meachum. Nell'ottobre 2016 venne confermato il ritorno di Rosario Dawson nei panni di Claire Temple. Nel marzo 2017 viene rivelata la presenza nel cast principale di Sacha Dhawan nel ruolo di Davos e di Ramón Rodríguez nel ruolo di Bakuto. Nel dicembre 2017 Alice Eve si unisce al cast della seconda stagione nel ruolo di Mary Walker.
Carrie-Anne Moss e Wai Ching Ho riprendono i rispettivi ruoli di Jeri Hogarth e Madame Gao dalle precedenti serie.

### Riprese
Nel febbraio 2014 la Marvel annunciò che Iron Fist e le altre serie di Netflix sarebbero state girate a New York. Le riprese sono cominciate a New York nell'aprile 2016 con il titolo di lavorazione Kick. Le riprese terminarono l'8 ottobre 2016. Il 13 dicembre 2017 iniziano le riprese della seconda stagione.

### Colonna sonora
Nell'ottobre 2016 Trevor Morris venne annunciato come compositore delle musiche per la serie.

### Tie-in
Iron Fist è la quarta delle serie ordinate da Netflix dopo Daredevil, Jessica Jones e Luke Cage, ed è seguita dalla miniserie The Defenders. Nel novembre 2013, il CEO della Disney Bob Iger ha rivelato che se i personaggi dovessero risultare popolari potrebbero essere portati anche sul grande schermo. Nell'agosto 2014 Vincent D'Onofrio, interprete di Kingpin in Daredevil, ha dichiarato che la Marvel ha "dei grossi piani in serbo" per il futuro dopo le serie TV.

## Distribuzione
La prima stagione di Iron Fist è stata distribuita il 17 marzo 2017 su Netflix in tutti i territori in cui il servizio è disponibile, anche in Ultra HD 4K. Gli episodi della serie, come nel caso di altre serie originali Netflix, sono stati rilasciati simultaneamente, in modo da incoraggiare il binge watching.
Il 28 febbraio 2022 (in alcuni Paesi il primo marzo), la serie è stata rimossa da Netflix insieme a tutte le serie "Marvel Knights", per essere raccolte nella saga "Defenders" divenuta disponibile su Disney+ il 16 marzo 2022 negli Stati Uniti e il 29 giugno 2022 in Italia.

## Accoglienza
La serie è stata accolta in maniera generalmente negativa da parte della critica televisiva. Sull'aggregatore di recensioni Rotten Tomatoes la serie ha un indice di gradimento del 20%, con un voto medio di 4.24 su 10 basato su 84 recensioni. Il commento del sito recita: "Nonostante alcuni momenti promettenti, Iron Fist affonda a causa della totale mancanza di impeto e originalità". Su Metacritic ha un voto di 37 su 100 basato su 21 recensioni, indicante un'accoglienza "generalmente negativa".
Daniel Fienberg di The Hollywood Reporter, recensendo i primi sei episodi, ha definito la serie "un passo indietro su tutti i fronti, una grande delusione che soffre di problemi di storytelling [...] e che potrebbe essere evitata interamente se non fosse un ponte di collegamento per l'attesa serie sui Difensori". Fienberg si è inoltre lamentato della mancanza dell'autenticità nella raffigurazione degli ambienti più bassi della città che avevano fatto funzionare le altre serie Marvel-Netflix e della mancanza di un sotto-testo, spiegando che "non c'è una particolarità nella storia di Danny se non quella di una qualsiasi crisi d'identità... e Jones è fin troppo placido come protagonista per dare un qualsiasi senso al tormento interiore di Danny".
Robert Yaniz Jr. di We Got This Covered ha dato ai primi sei episodi 3 stelle su 5, scrivendo: "Nel momento in cui scorreranno i crediti dell'episodio finale, tutti quanti eccetto i fan più affezionati saranno sollevati che la strada per The Defenders sia finalmente giunta a conclusione". Kwame Opam di The Verge ha criticato duramente la serie, definendola "noiosa, confusa e offensiva, una serie che è avversa alla diversità tanto quanto è avversa a narrare una storia che i fan possano amare" e affermando che Jones manca del carisma necessario per interpretare un ruolo del genere.
Maureen Ryan di Variety, recensendo i primi due episodi, ha definito la serie "frustrante e tremendamente noiosa", aggiungendo: "Nessun elemento di questo lento oggetto funziona. Le scene d'azione mancano di entusiasmo, rapidità e originalità. Nessuno dei piatti e prevedibili personaggi lascia il minimo segno... ci vuole un'eternità affinché accada qualcosa in Iron Fist, e mentre prosegue a con esitazione, la scialba scenografia, la mediocre fotografia e i dialoghi penosi non riescono a distrarre lo spettatore dalla totale mancanza di profondità, dettaglio o impeto". Ryan ha inoltre criticato la scelta di Jones come protagonista, chiedendosi perché non sia stato scelto un attore di discendenza asiatica per la parte, dal momento che "Ciò che aveva fatto spiccare Jessica Jones e Luke Cage erano le distinte identità e preoccupazioni che i loro protagonisti portavano in battaglia. Immaginato un Iron Fist in cui un attore asiatico con una grande presenza scenica e delle vere abilità nel combattimento (che mancano a Jones) interpreta un uomo che cerca di riprendersi la sua azienda da un gruppo di personaggi bianchi che non si fidano di lui e sottostimano le sue abilità. Quel tipo di scontri sociali, politici e morali tra personaggi e culture avrebbero potuto aumentare la drammaticità". Mike Cecchini di Den of Geek ha apprezzato il cast ma ha lamentato la mancanza di una visione solida dietro alla serie, che risulta avere delle "crisi di identità". Kevin Fitzpatrick di ScreenCrush ha scritto: "La verità è che Iron Fist avrebbe dovuto essere molto più strana di come è, nello stesso modo in cui Doctor Strange fondamentalmente racconta di nuovo la storia di Iron Man con abbastanza effetti visivi fuori di testa e personaggi eccentrici da nascondere qualsiasi difetto. Iron Fist comincia a dare segni di vita nel sesto episodio, ma la fatica per arrivare fin là è davvero troppa, specialmente quando la maggior parte dei personaggi principali sembrano così spettacolarmente sottosviluppati".
In una recensione più positiva Allison Keene di Collider ha dato ai primi sei episodi tre stelle su cinque, scrivendo: "Iron Fist non è terribile, e in alcune parti è davvero bella, ma avrebbe dovuto essere molto meglio. Quella che avrebbe dovuto essere la più coraggiosa delle serie [di Marvel-Netflix] è invece la più debole". Anche Dan Jolin di Empire ha dato alla serie tre stelle su cinque, commentando: "Iron Fist porta un po' di sapore fantastico alle serie realistiche dei Defenders, ma avrebbe avuto bisogno di più attenzione al kung-fu di quanto lo showrunner Buck abbia permesso".